# Francis Hutcheson
Francis Hutcheson (Drumalig, 8 agosto 1694 – Glasgow, 8 agosto 1746) è stato un filosofo irlandese.
La sua importanza è legata alla sua attività di filosofo morale all'Università di Glasgow. È considerato l'iniziatore di quel filone del pensiero filosofico scozzese che avrà esponenti di spicco in Hume, Smith, Ferguson, Reid e altri. Questi pensatori in qualche misura svilupperanno le premesse poste da Hutcheson sulle orme di Shaftesbury. Il suo pensiero è costituito da un platonismo di ispirazione religiosa che ha avuto notevole successo al suo tempo e che gli ha procurato fama e riconoscimenti. 
Per quanto la sua riflessione sia prevalentemente di carattere etico-religioso, non devono essere trascurati i suoi contributi all'estetica nel cogliere uno stretto rapporto tra bellezza e virtù morale. È molto significativo il lungo titolo della sua famosa An Inquiry into the Original of Our Ideas of Beauty and Virtue, pubblicato nel 1725, che recita integralmente: .
Con queste parole del sottotitolo di An Inquiry si capisce che Hutcheson vuol formulare un sistema matematico rigoroso per valutare il bello in congiunzione col buono, un principio alla base del concetto di virtù in Platone. Con questi presupposti il piacere sensibile è "platonicamente" svalutato come qualcosa di imperfetto ed inferiore, legato al momentaneo e all'inconsistente. Il vero bello non è il piacevole, ma è tutt'altra cosa, infatti: «Esistono piaceri immensamente più grandi in quelle idee complesse di oggetti che chiamiamo sia belli, sia regolari e sia armoniosi.»